# Alex Collier
Alex Collier es un ufólogo estadounidense que manifestó ser un contactado con por seres de extraterrestres humanos que pertenecen a la constelación de Andrómeda. La primera vez que comenzó a experimentar el contacto extraterrestre fue a los 8 años de edad, durante su infancia.
Después, las experiencias se detuvieron durante un período de varios años, que incluía el tiempo en el servicio militar como piloto de helicóptero en el ejército de los Estados Unidos. Las experiencias de contacto se reanudaron en 1988. Se reunió con dos andromedanos, Vissaeus y Morenae, que se convirtieron en sus mentores y lo llevaron a bordo de una nave nodriza extraterrestre, donde fue expuesto a las enseñanzas y filosofías de los andromedanos. Los andromedanos le dieron información acerca de la espiritualidad cósmica, la vida en el Universo, y la historia galáctica de la Tierra.

## Contactos
Collier señala que ha estado en contacto con seres de la galaxia de Andrómeda y pretende ser mensajero de estos supuestos visitantes. Los andromedanos de Collier son del tipo extraterrestre nórdico. Las declaraciones de Collier incluyen una elaborada historia de la Tierra desde el punto de vista de estos extraterrestres. Esta historia secreta contiene elementos de muchas otras teorías de conspiración y tradiciones ovni, incluidos objetos planetarios propuestos en religión, astrología y ovnilogía, como: el planeta Nibiru propuesto por Zecharia Sitchin; reptiloides, extraterrestres grises; múltiples especies de extraterrestres quienes habrían colonizado la Tierra hace millones de años; Lemuria; y la Atlántida.
Collier ha declarado que ha sido forzado a mantenerse en la oscuridad debido a las amenazas de "tres hombres bien vestidos" quienes presuntamente formaban parte de un "Programa". No han podido corroborarse ninguna de estas declaraciones, así como el ser un "contactado" o de haber sido amenazado en silencio por cualquier organización gubernamental. Ha sido acusado abiertamente por miembros de la comunidad ovni, como Michael Horn, de simplemente haber perpetrado un fraude. No obstante, Alex Collier tiene apoyo entre, por lo menos, algunos ufólogos, lo cual ha sido demostrado al continuar teniendo cobertura positiva en sitios web como Exopolitics Journal y Galactic Diplomacy
Alex Collier también fue el presentador de evidencias de que tres objetos de gran tamaño que se acercaban a la Tierra, y que se esperaba llegarían a mediados de diciembre de 2012, aunque muchos criticaron este hallazgo por considerarlo poco real, aunque los investigadores de eventos extraterrestres le dieron crédito.
Dichos objetos pueden ser en el Mapa DSS2 ALL SKY SURVEY, en las coordenadas siguientes:
19 25 12 -89 46 03 - El gran objeto primero
16 19 35 -88 43 10 - Un objeto cilíndrico
02 26 39 -89 43 13 – el objeto como un círculo
En una entrevista en 1994 afirmó que la humanidad tenía que tomar el control de su destino en agosto de 2001.